# Hai un momento Dio?
Hai un momento Dio? est une chanson écrite par le chanteur italien Luciano Ligabue. Elle est présente sur son troisième album Buon compleanno Elvis, sorti en 1995.